# 17893 Arlot
17893 Arlot è un asteroide della fascia principale. Scoperto nel 1999, presenta un'orbita caratterizzata da un semiasse maggiore pari a 2,2708399 UA e da un'eccentricità di 0,1641584, inclinata di 4,96634° rispetto all'eclittica.